# Jim Holton
Jim Holton (11 de abril de 1951 - 5 de outubro de 1993) foi um futebolista escocês.

## Carreira
Jim Holton competiu na Copa do Mundo FIFA de 1974, sediada na Alemanha, na qual a seleção de seu país terminou na 9º colocação dentre os 16 participantes.